# عاطف العراقي
محمد عاطف العراقي (15 نوفمبر 1935- 29 فبراير 2012)، هو مفكر وفيلسوف مصري من مواليد محافظة الدقهلية. عمل أستاذ الفلسفة بكلية الآداب بجامعة القاهرة.

## السيرة
حصل عاطف العراقي على ليسانس الفلسفة من كلية الآداب جامعة القاهرة عام 1957، ودبلوم كلية التربية جامعة عين شمس عام 1958، وماجستير في الفلسفة من كلية الآداب جامعة القاهرة عام 1965، ودكتوراه في الفلسفة من كلية الآداب جامعة القاهرة عام 1969.

## الحياة الشخصية
عاطف العراقي لم يتزوج.
له اخ واحد وهو يحى عاطف العرقى 

## الهيئات
عاطف العراقي ينتسب إلى عدد من الهيئات، منها:
- عضو مجلس إدارة الجمعية المصرية لنشر المعرفة والثقافة العالمية (فرانكلين).
- عضو اتحاد كتاب مصر.
- عضو رابطة الأدب الحديث.
- عضو رابطة المتاحف.
- عضو اللجنة الدولية لنشر تراث ابن رشد.
- خبير الفلسفة بمجمع اللغة العربية بالقاهرة.

## المؤتمرات
حضر العديد من المؤتمرات في العديد من الدول، منها:
- مؤتمر عن السلام والأديان بإيطاليا.
- مؤتمر عن الفكر الإسلامى بفاس.

## المؤلفات
يملك عاطف العراقي العديد من المؤلفات والكتب في المجالات الفلسفية معاصرة والفلسفية تراثية، منها:
| الاسم                                                                               | دار النشر                               | تاريخ النشر | عدد الصفحات | ردمك ISBN            | المصدر |
| ----------------------------------------------------------------------------------- | --------------------------------------- | ----------- | ----------- | -------------------- | ------ |
| تجديد في المذاهب الفلسفية والكلامية                                                 | دار المعارف                             |             | 236         |                      | [ 6 ]  |
| الفيلسوف ابن رشد                                                                    |                                         |             | 660         |                      | [ 7 ]  |
| ثورة النقد في عالم الأدب والفلسفة السياسية                                          | دار الوفاء                              | 2000        | 368         |                      | [ 8 ]  |
| رائد التنوير زكي نجيب محمود                                                         |                                         |             | 176         |                      | [ 9 ]  |
| ابن رشد فيلسوفًا عربيًا بروح غربية                                                    | المجلس الاعلى للثقافة                   | 2002        | 147         |                      | [ 10 ] |
| الفلسفة الطبيعية عند ابن سينا                                                       | دار المعارف                             | 1971        | 438         | (ردمك 9770206326)    | [ 11 ] |
| تجديد في المذاهب الفلسفية والكلامية                                                 | دار المعارف                             | 1979        | 284         |                      | [ 12 ] |
| المفكر إبراهيم قويدر ومشكلات الفكر والواقع                                          | صالون غازى الثقافى العربى               | 2007        | 74          |                      | [ 13 ] |
| النزعة العقلية في فلسفة ابن رشد                                                     | دار المعارف                             | 1968        | 355         | (ردمك 9770239909)    | [ 14 ] |
| المنهج النقدى في فلسفة ابن رشد                                                      | دار المعارف                             | 1980        | 306         |                      | [ 15 ] |
| الفلسفة الاسلامية                                                                   | دار المعارف                             | 1978        | 78          |                      | [ 16 ] |
| ثورة العقل في الفلسفة العربية                                                       | دار المعارف                             | 1978        | 289         |                      | [ 17 ] |
| مذاهب فلاسفة المشرق                                                                 | دار المعارف                             | 1974        | 270         | (ردمك 9770238872)    | [ 18 ] |
| دراسات في مذاهب فلاسفة المشرق                                                       | دار المعارف                             | 1973        | 270         |                      | [ 19 ] |
| تفسير ما بعد الطبيعة لابن رشد                                                       | الهيئة المصرية العامة للكتاب            | 1994        | 71          |                      | [ 20 ] |
| الميتافيزيقا في الفلسفة ابن طفيل                                                    | دار المعارف                             | 1983        | 223         |                      | [ 21 ] |
| الفيلسوف ابن رشد ومستقبل الثقافة العربية: (أربعون عاما من ذكرياتى مع فكره التنويرى) | دار الرشاد                              | 2004        | 655         | (ردمك 9775324807)    | [ 22 ] |
| البحث عن المعقول في الثقافة العربية                                                 | مكتبة الثقافة الدينية                   | 2004        | 382         |                      | [ 23 ] |
| الفلسفة العربية والطريق إلى المستقبل                                                | دار الرشاد                              | 1998        | 386         |                      | [ 24 ] |
| يوسف كرم: مفكرا عربيا ومؤرخا للفلسفة                                                | المجلس الأعلى للثقافة                   | 1988        | 556         |                      | [ 25 ] |
| العقل والتنوير في الفكر العربى المعاصر                                              | المؤسسة الجامعية للدراسات               | 1995        | 404         |                      | [ 25 ] |
| الفلسفة العربية: مدخل جديد                                                          | الشركة المصرية العالمية للنشر - لونجمان | 2000        | 278         |                      | [ 26 ] |
| الفيلسوف ابن رشد مفكرًا عربيًا ورائدًا للاتجاه العقلي                                  | المجلس الأعلى للثقافة                   | 1993        | 466         |                      | [ 27 ] |
| الدكتور توفيق الطويل: مفكرا عربيا ورائدا للفلسفة الخلقية                            | المجلس الأعلى للثقافة                   |             | 378         | (ردمك 97723549261)   | [ 28 ] |
| الشيخ الإمام محمد عبده والتنوير: قرن من الزمان على وفاته                            | دار الرشاد                              | 2007        | 359         | (ردمك 9773640523)    | [ 29 ] |
| التنوير والمجتمع                                                                    | دار المعارف                             | 2008        |             | (ردمك 9879770272486) | [ 30 ] |

## الجوائز والأوسمة
حصل عاطف العراقي العديد من الجوائز، منها:
- جائزة أحسن البحوث الجامعية من جامعة القاهرة عام 1972.
- جائزة أحسن البحوث الجامعية من جامعة القاهرة عام 1973.
- خطاب تقدير من البابا يوحنا بولس الثاني عن كتاب «يوسف كرم».
- خطاب تقدير من الرئيسزين العابدين بن علي رئيس جمهورية تونس عن كتاب«ابن رشد» الكتاب التذكارى.
- وسام العلوم والفنون والآداب من الدرجة الأولى عام 1981.
- جائزة الدولة التشجيعية في العلوم الاجتماعية من المجلس الأعلى للثقافة عام 1981.
- جائزة الدولة للتفوق في العلوم الاجتماعية من المجلس الأعلى للثقافة عام 2000 .
- جائزة الدولة التقديرية عام 2009.[31]

## الوفاة
توفي عاطف العراقي في عام 2012 أثناء إلقائه محاضرة في كلية الدراسات الإسلامية في جامعة الأزهر بعد سقوطه على الأرض أثناء إلقاء محاضرة.

## وصلات خارجية
- عاطف العراقي على موقع أرشيف الشارخ.